# Ponte Bailey

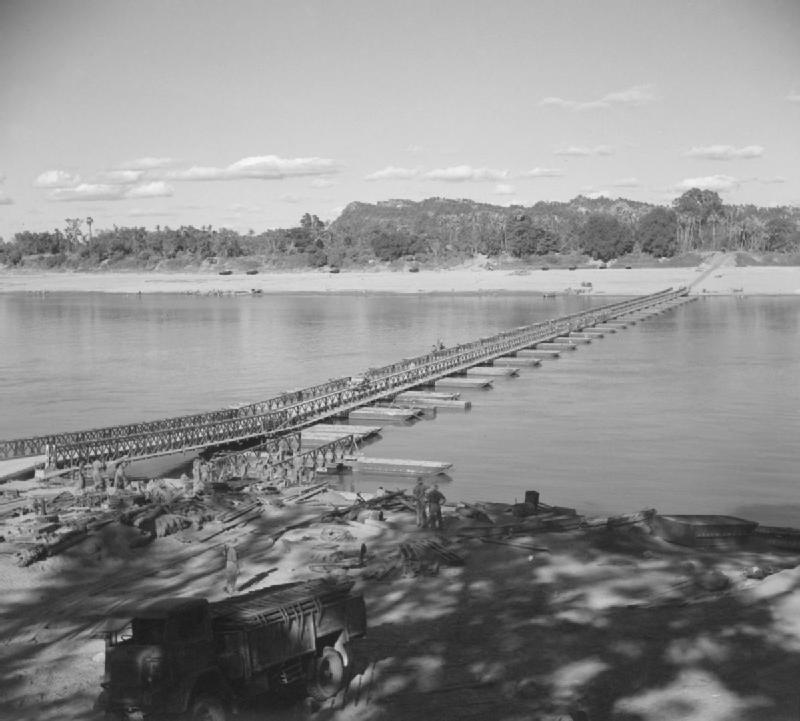
Esempio di ponte Bailey costruito sul fiume Chindwin durante la seconda guerra mondiale nel 1944

Il ponte Bailey è un tipo di ponte, d'origine militare, che prende il nome dal suo ideatore l'ingegnere britannico Donald Bailey.

## Descrizione
La loro peculiarità è la realizzazione con elementi modulari, in genere travi reticolari in acciaio e impalcati con assi di legno, che ne permettevano una grande velocità di montaggio e smontaggio. L'antesignano del ponte Bailey va ricercato nel vecchio ponte smontabile italiano Cottrau, la cui evoluzione fu essenzialmente l'abbandono delle chiodature in funzione delle saldature per le diagonali e contro-diagonali delle travature metalliche.
Fu prodotto nella seconda guerra mondiale per sostituire i ponti distrutti durante le operazioni belliche. Il modello è molto versatile: il ponte può essere costruito su una o più campate, inoltre i suoi elementi possono essere utilizzati per la costruzione di pile intermedie a supporto di ponteggi temporanei.
Il ponte progettato per scopi militari, permetteva il transito di carri armati e di mezzi pesanti e non necessitava di mezzi particolari per la sua costruzione.
Ponti di questo tipo vengono realizzati inoltre qualora sia necessario ripristinare provvisoriamente il collegamento stradale tra due sponde di un fiume qualora un evento naturale (ad esempio, un'onda di piena) abbia distrutto o reso inagibile il manufatto originario.

## Galleria d'immagini

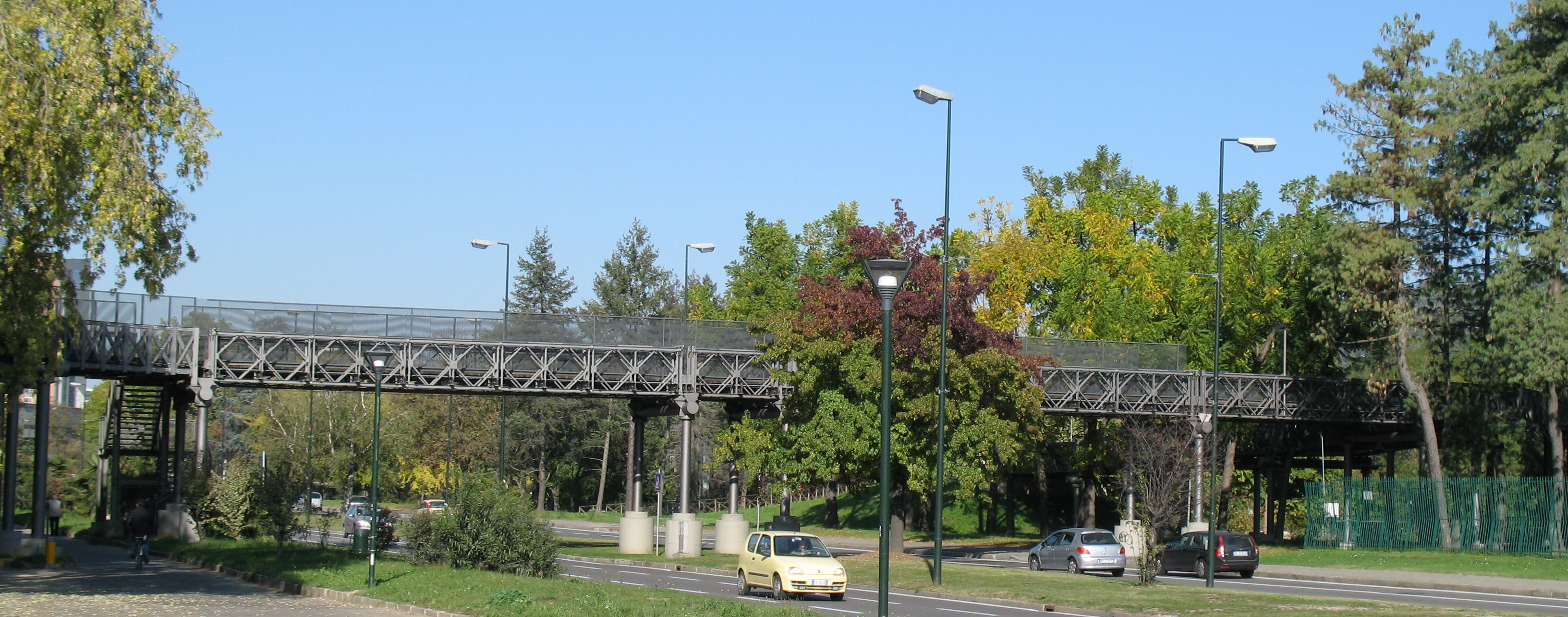
Ponte presente a Torino, nel quartiere Italia '61; costruito in occasione delle XX Olimpiadi invernali riutilizzando strutture metalliche preesistenti
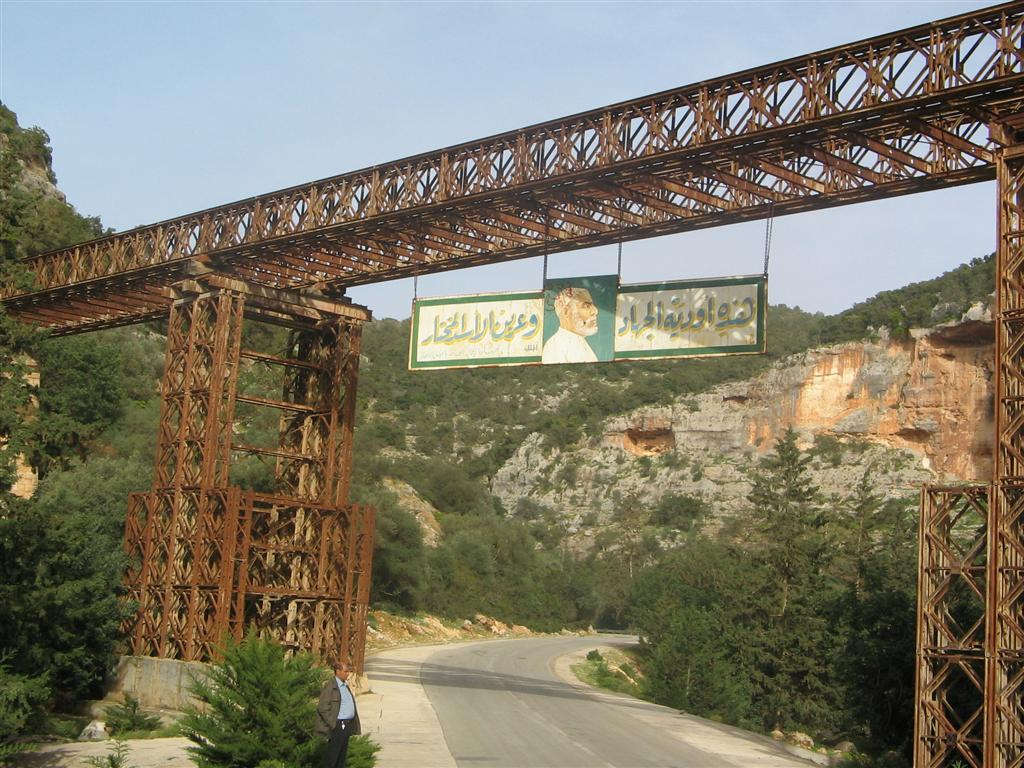
Ponte Bailey presso Wadi el Kuf (Libia); costruito dall'esercito inglese subito dopo la seconda guerra mondiale
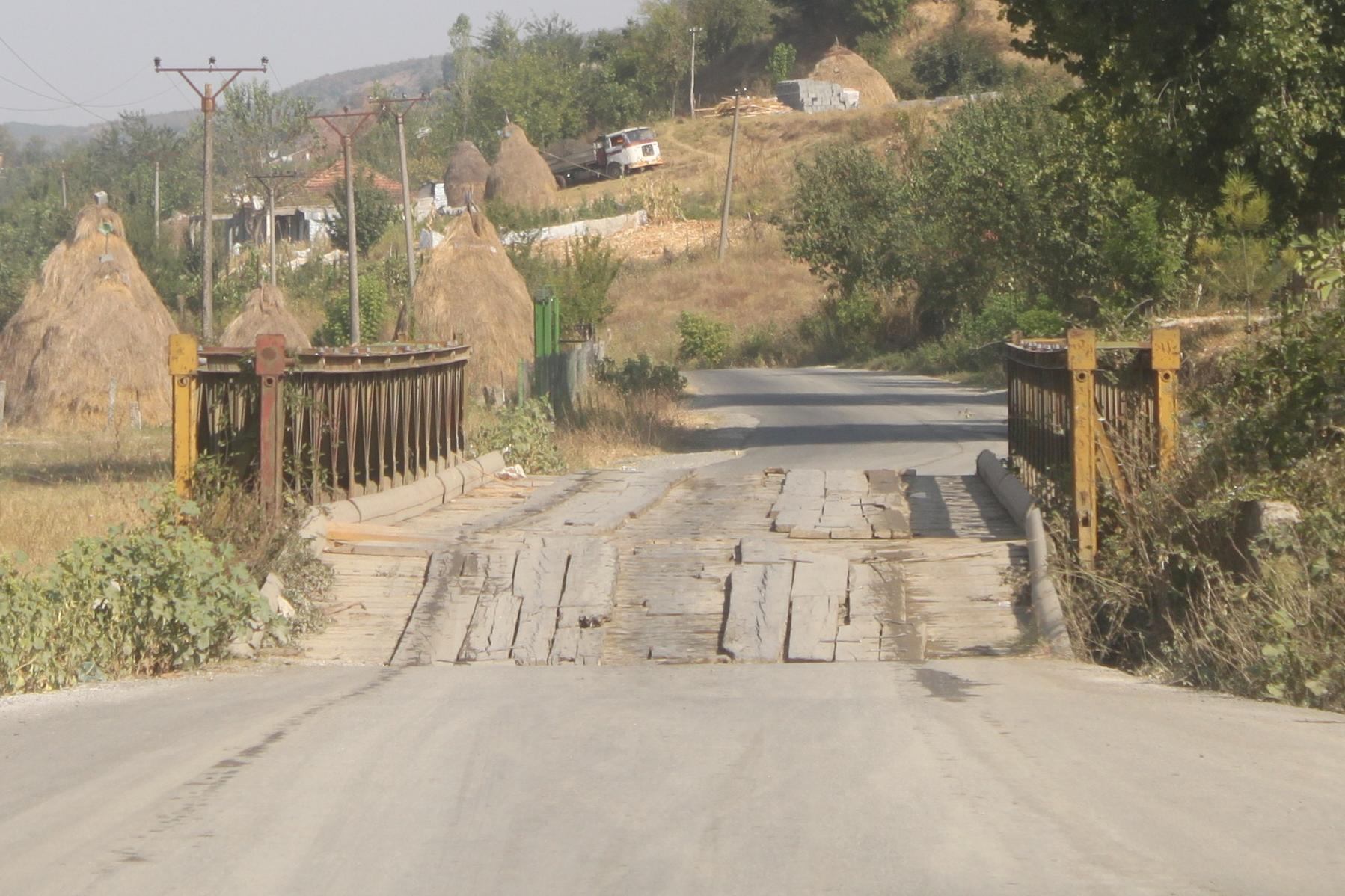
Ponte Bailey nelle montagne albanesi, lungo la strada statale SH6 vicino a Burrel
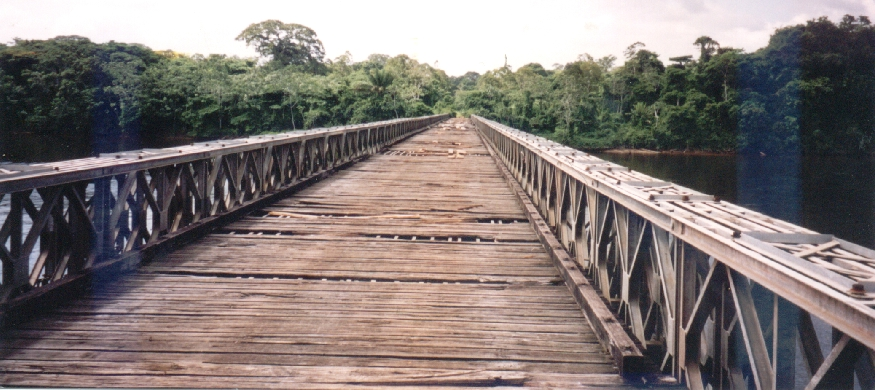
Ponte Bailey sul fiume Coppename (Suriname)
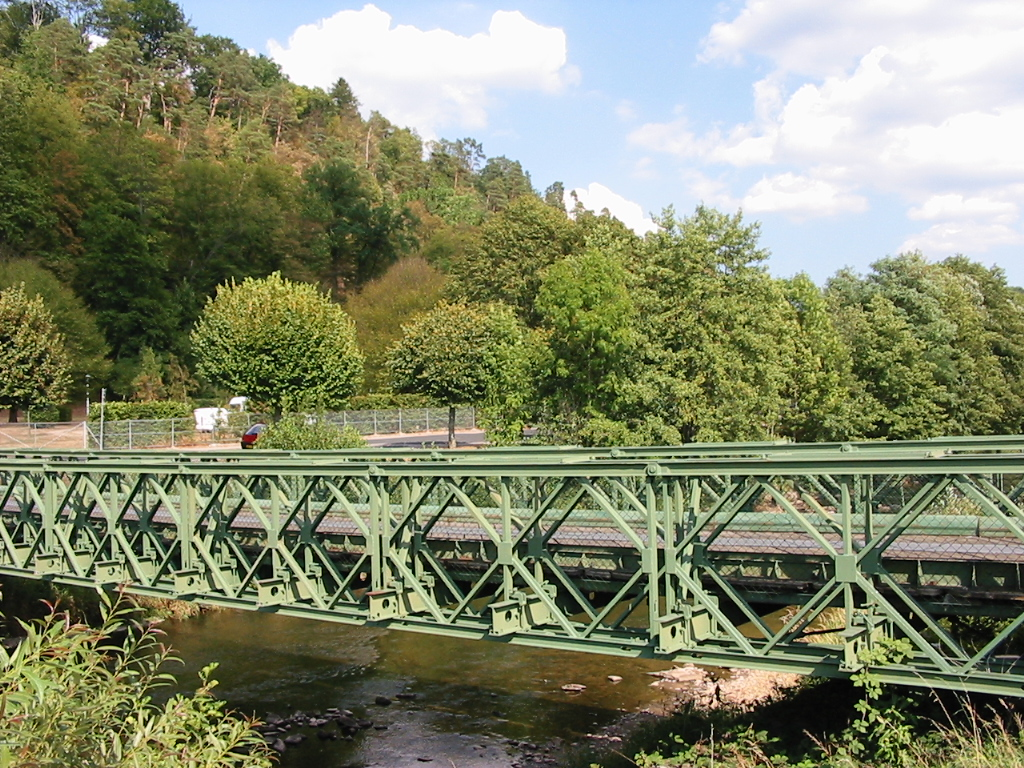
Ponte Bailey presso Saint-Dié-des-Vosges (Francia), costruito verso il 1970
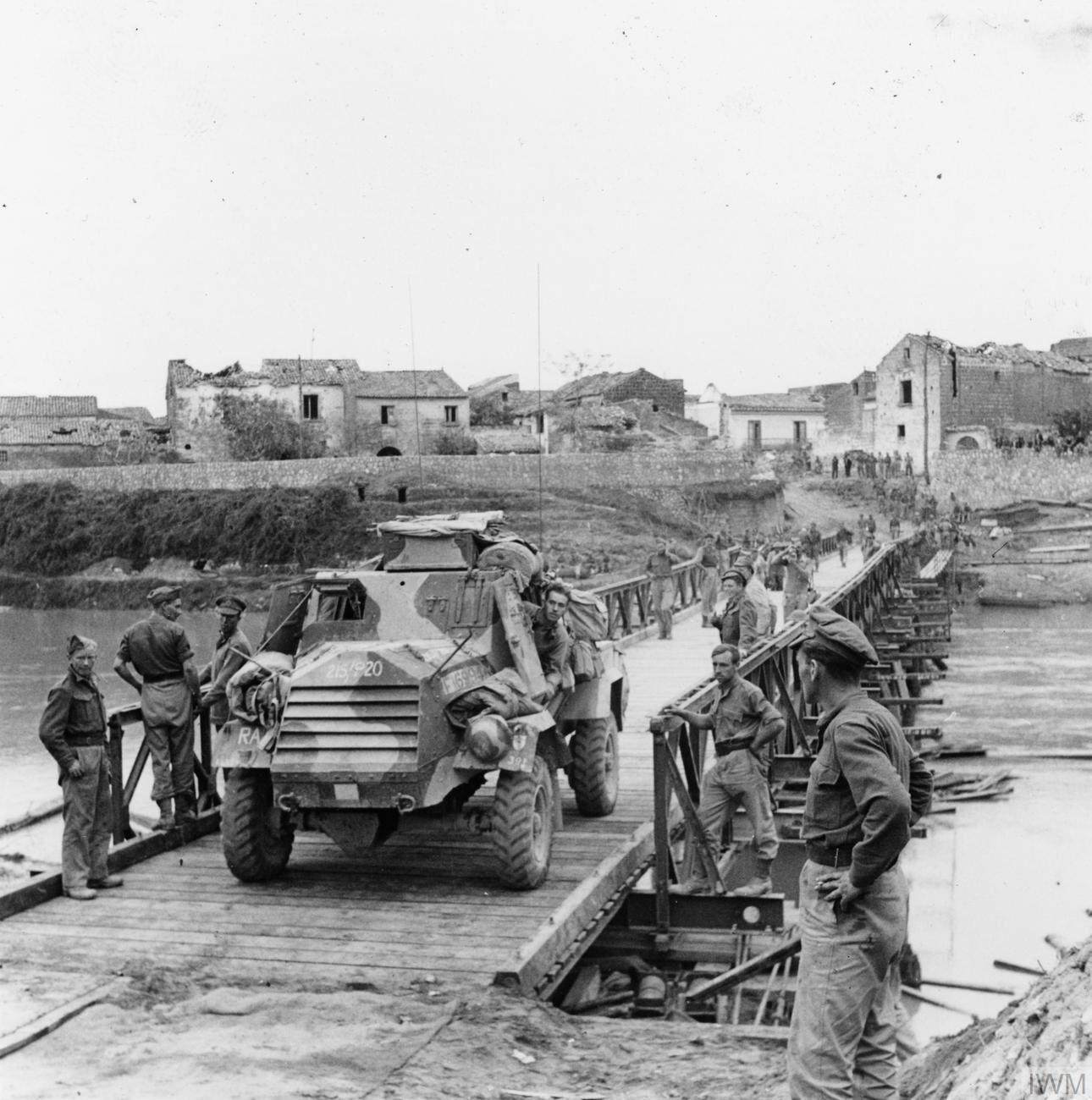
Un Otter Light Reconnaissance Car attraversa un ponte Bailey sul fiume Volturno presso Grazzanise, ottobre 1943
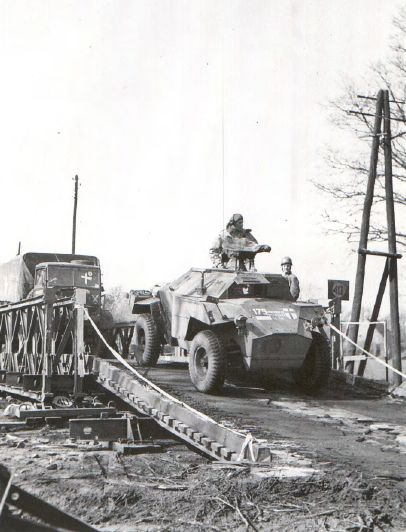
Un Humber Scout Car e dei camion del 59th Heavy Regiment, Royal Artillery attraversano un ponte Bailey presso Dreierwalde, aprile 1945.
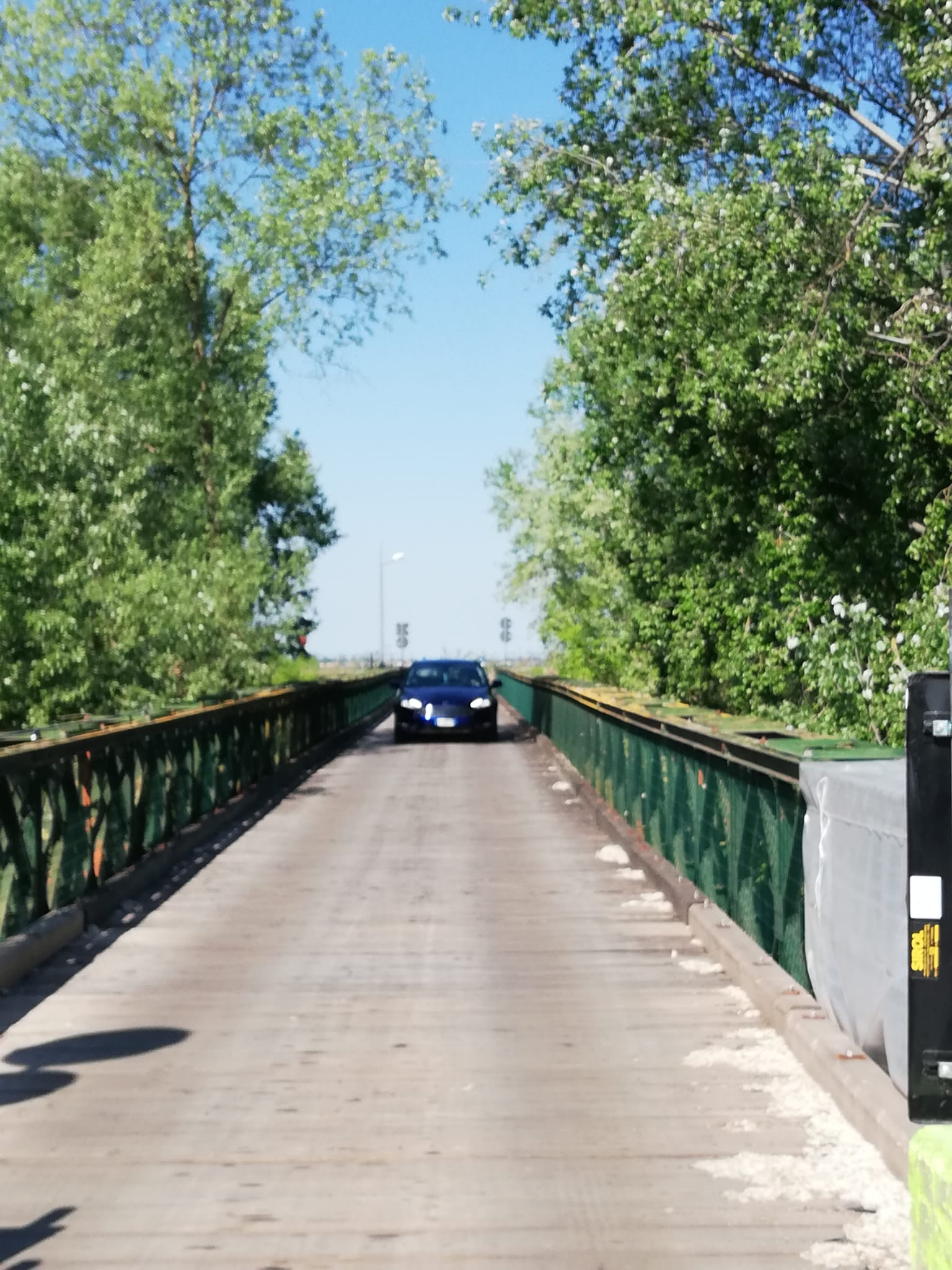
Ponte Bailey a Passo Segni, Baricella